# Магомедов, Килас Али оглы
Килас Али-Оглы Магомедов (1837, Великент — 1882) — азербайджанский поэт, ашуг XIX века. Считается одним из родоначальников индивидуальной (авторской) поэзии дагестанских азербайджанцев(терекеменцев).

## Биография
Килас Магомедов родился в селе Великент в богатой семье, получил светское образование. В детстве пас овец, помогал родителям.
Дружил с ашугом Джамалом Деличобанлы и посвящал ему стихи. С ранних лет начал сочинять стихи, вскоре стал одним из известных певцов-ашугов в уезде.
О его благодушии и доброжелательности ходят легенды. Поговаривают, что земли, оставленные Магомедову в наследство, он роздал неимущим крестьянам.

## Творчество
Часто посещал ашугские турниры в Азербайджане и побеждал в этих состязаниях, благодаря чему за ним закрепилось звание устад-ашуг («выдающийся мастер»). Хотя Килас не был ашугом в полном смысле этого слова, как другие его предшественники, потому что не владел искусством игры на сазе, он писал свои стихи в ашугском стиле, в форме гошма.Творчеству Киласа характерно жанровое многообразие.Хорошо зная родной фольклор, Килас умело использует его в своем творчестве, делая язык стихов тем самым ярким, сочным, близким и понятным народу. И в свою очередь, многие мудрые изречения из стихов Киласа бытуют в народе в виде пословиц, поговорок и крылатых выражений.